# Braunsapis palavanica
Braunsapis palavanica är en biart som först beskrevs av Cockerell 1916.  Braunsapis palavanica ingår i släktet Braunsapis och familjen långtungebin. Inga underarter finns listade.